# Lachnocnema regularis
Lachnocnema regularis là một loài bướm ngày thuộc họ Bướm xanh. Phụ loài chỉ được tìm thấy một mẫu ở tỉnh Limpopo. Phụ loài grisea cũng được tìm thấy ở châu Phi, bao gồm Tanzania.
Sải cánh dài 28–36 mm đối với con đực và 34–38 mm đối với con cái.

## Phụ loài
- Lachnocnema regularis regularis
- Lachnocnema regularis grisea Libert, 1996